# Nicholas Ruxton Moore
Nicholas Ruxton Moore (* 21. Juli 1756 im Baltimore County, Province of Maryland; † 7. Oktober 1816 in Baltimore, Maryland) war ein US-amerikanischer Politiker. Zwischen 1803 und 1815 vertrat er zweimal den Bundesstaat Maryland im US-Repräsentantenhaus.

## Werdegang
Nicholas Moore besuchte die öffentlichen Schulen seiner Heimat. Während des Unabhängigkeitskrieges diente er in einer unabhängigen Einheit aus Baltimore (Gist’s Baltimore Independent Cadets), in der er bis zum Hauptmann aufstieg. Im Jahr 1794 war Moore auch an der Niederwerfung der Whiskey-Rebellion beteiligt. Politisch schloss er sich der von Thomas Jefferson gegründeten Demokratisch-Republikanischen Partei an. In den Jahren 1801 und 1802 saß er im Abgeordnetenhaus von Maryland.
Bei den Kongresswahlen des Jahres 1802 wurde Moore im fünften Wahlbezirk von Maryland in das US-Repräsentantenhaus in Washington, D.C. gewählt, wo er am 4. März 1803 sein neues Mandat antrat. Nach drei Wiederwahlen konnte er bis zum 3. März 1811 vier Legislaturperioden im Kongress absolvieren. Während seiner Zeit als Abgeordneter wurde im Jahr 1803 durch den von Präsident Jefferson getätigten Louisiana Purchase das Staatsgebiet der Vereinigten Staaten beträchtlich erweitert. 1804 wurde der zwölfte Verfassungszusatz ratifiziert. Ab 1807 war Moore Vorsitzender des Committee on Accounts. Im Jahr 1810 wurde er nicht wiedergewählt.
Im Februar 1812 wurde Nicholas Moore als Oberstleutnant kommandierender Offizier der sechsten Kavallerie von Maryland. Bei den Wahlen des Jahres 1812 wurde er erneut in den Kongress gewählt. Nach einer Wiederwahl konnte er dort bis zu seinem Rücktritt im Jahr 1815 verbleiben. Diese Zeit war von den Ereignissen des Britisch-Amerikanischen Krieges geprägt. Nicholas Moore war auch in dieser Zeit Vorsitzender des Committee on Accounts. Er starb am 7. Oktober 1816 in Baltimore.